# لیاول علیا
لیاول علیا روستایی از توابع بخش خورگام شهرستان رودبار در استان گیلان ایران است.

## جمعیت
این روستا در دهستان دلفک قرار دارد و براساس سرشماری مرکز آمار ایران در سال ۱۳۸۵، جمعیت آن ۳۰۳ نفر (۹۲خانوار) بوده‌است.

## مردم
مردم لیاول علیا تات و کرمانج هستند و به زبان‌های تاتی و کرمانجی سخن می‌گویند.